# Vila Cova e Feitos
Vila Cova e Feitos (oficialmente: União das Freguesias de Vila Cova e Feitos) é uma freguesia portuguesa do município de Barcelos, com 15,73 km² de área e 2449 habitantes (censo de 2021). A sua densidade populacional é 155,7 hab./km².

## História
Foi constituída em 2013, no âmbito de uma reforma administrativa nacional, pela agregação das antigas freguesias de Vila Cova e Feitos e tem sede em Vila Cova.

## Demografia
A população registada nos censos foi:
| Distribuição da População por Grupos Etários | Distribuição da População por Grupos Etários | Distribuição da População por Grupos Etários | Distribuição da População por Grupos Etários | Distribuição da População por Grupos Etários | Distribuição da População por Grupos Etários |
| -------------------------------------------- | -------------------------------------------- | -------------------------------------------- | -------------------------------------------- | -------------------------------------------- | -------------------------------------------- |
| Antes da agregação                           |                                              |                                              |                                              |                                              |                                              |
| Ano                                          | 0-14 anos                                    | 15-24 anos                                   | 25-64 anos                                   | >= 65 anos                                   | Total                                        |
| 2001                                         | 496                                          | 467                                          | 1238                                         | 303                                          | 2504                                         |
| 2011                                         | 443                                          | 325                                          | 1405                                         | 391                                          | 2564                                         |
| Após a agregação                             |                                              |                                              |                                              |                                              |                                              |
| Ano                                          | 0-14 anos                                    | 15-24 anos                                   | 25-64 anos                                   | >= 65 anos                                   | Total                                        |
| 2021                                         | 334                                          | 278                                          | 1338                                         | 499                                          | 2449                                         |

## Política

### Eleições autárquicas
| Data | %     | M  | %       | M       | %     | M   |
| Data | PS    | PS | PSD-CDS | PSD-CDS | IND   | IND |
| ---- | ----- | -- | ------- | ------- | ----- | --- |
| 2013 | 45,34 | 4  | 39,89   | 4       | 11,16 | 1   |
| 2017 | 70,39 | 7  | 21,90   | 2       |       |     |